# Metin Akpınar
Metin Akpınar, né le 2 novembre 1941 à Istanbul, est un acteur turc. 

## Biographie
Il a été popularisé grâce à son duo avec Zeki Alasya avec lequel il a tourné de nombreux films durant la période Yeşilçam. Il a fait des études de droit et de littérature puis a commencé sur scène (Gözlerimi Kaparım Vazifemi Yaparım en 1964) avant de jouer dans des films (Tatlı Dilim d'Ertem Eğilmez en 1972) et séries (Hastane en 1993). Il a aussi cofondé le théâtre précurseur « Cabaret Autruche » (Devekuşu Kabare Tiyatrosu) en 1967 dont il était le directeur administratif, et qui été fermé en 1992,. Il a été récompensé notamment par le gouvernement turc en 1998 avec le titre d'« artiste d'État ». Marié en 1961 à Göksel Özdoğdu puis divorcé, il n'a pas d'enfant.

## Prix
- 2008 İsmail Dümbüllü Awards "Prix d'honneur"[6]
- Prix d'honneur du 47e Festival international du film d'orange d'or d'Antalya[7]
- Prix d'honneur du 30e Festival international du film d'Istanbul[8]